# Karin Bäckstrand
Karin Maria Bäckstrand, född 23 september 1969, är en svensk professor i samhällsvetenskaplig miljöforskning vid Stockholms universitet. 
Hon har doktorsexamen från Lunds universitet 2001. Titel för hennes avhandling var "What Can Nature Withstand? Science, Politics and Discourses in Transboundary Air Pollution Diplomacy".
Bäckstrand forskar på global miljöpolitik, med fokus på FN:s klimatförhandlingar samt experters och icke-statliga aktörers deltagande i miljöpolitiken. Hon har bland annat kommenterat FN:s klimatförhandlingar i media.
Hon är medlem bland annat  i Klimatpolitiska rådet och Riksrevisionens vetenskapliga råd.

## Externa hemsidor
- https://www.researchgate.net/profile/Karin-Baeckstrand